# Joaquín Edwards

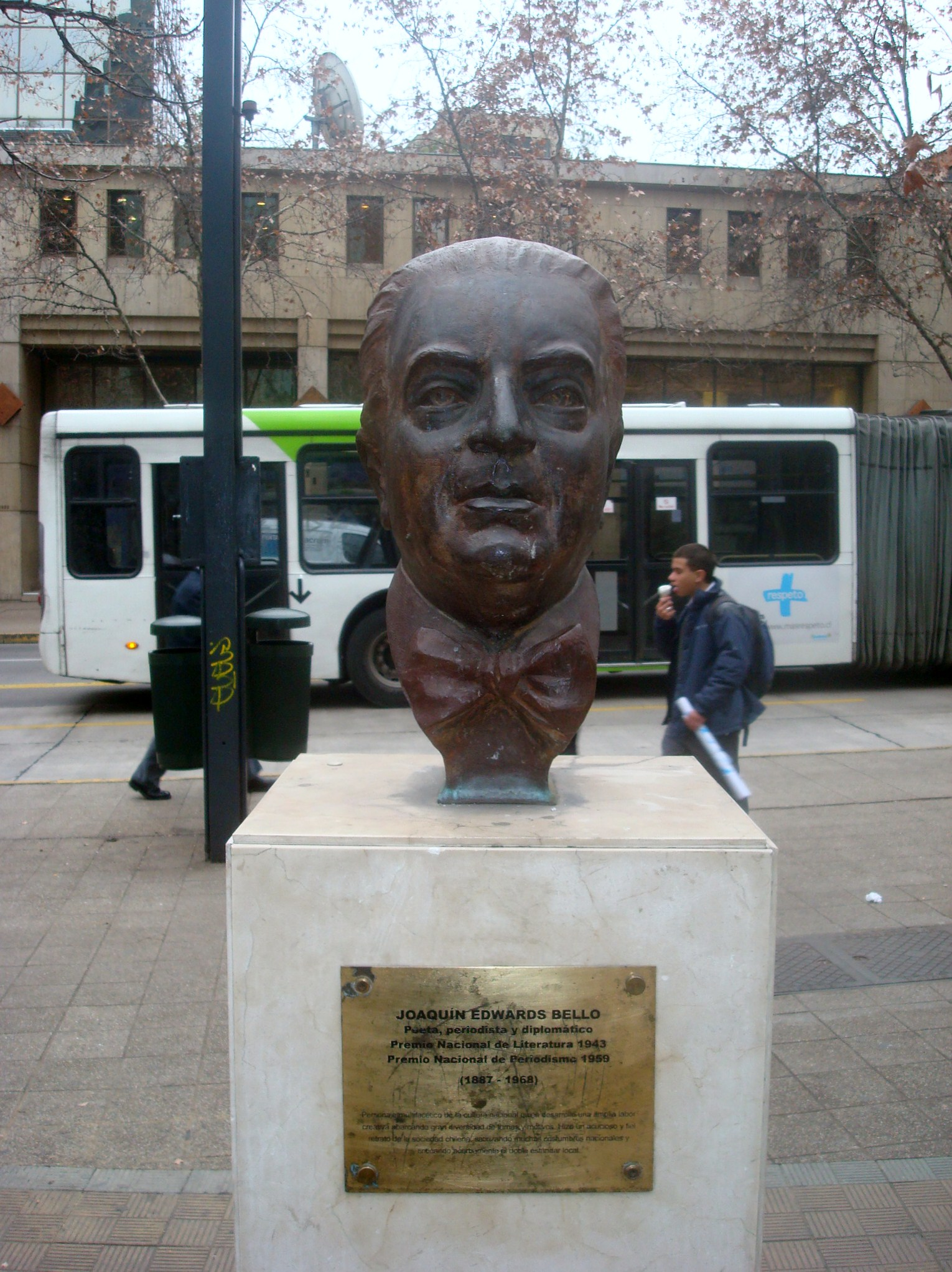
Busto del escritor en la plaza Cardenal Samoré, Providencia.

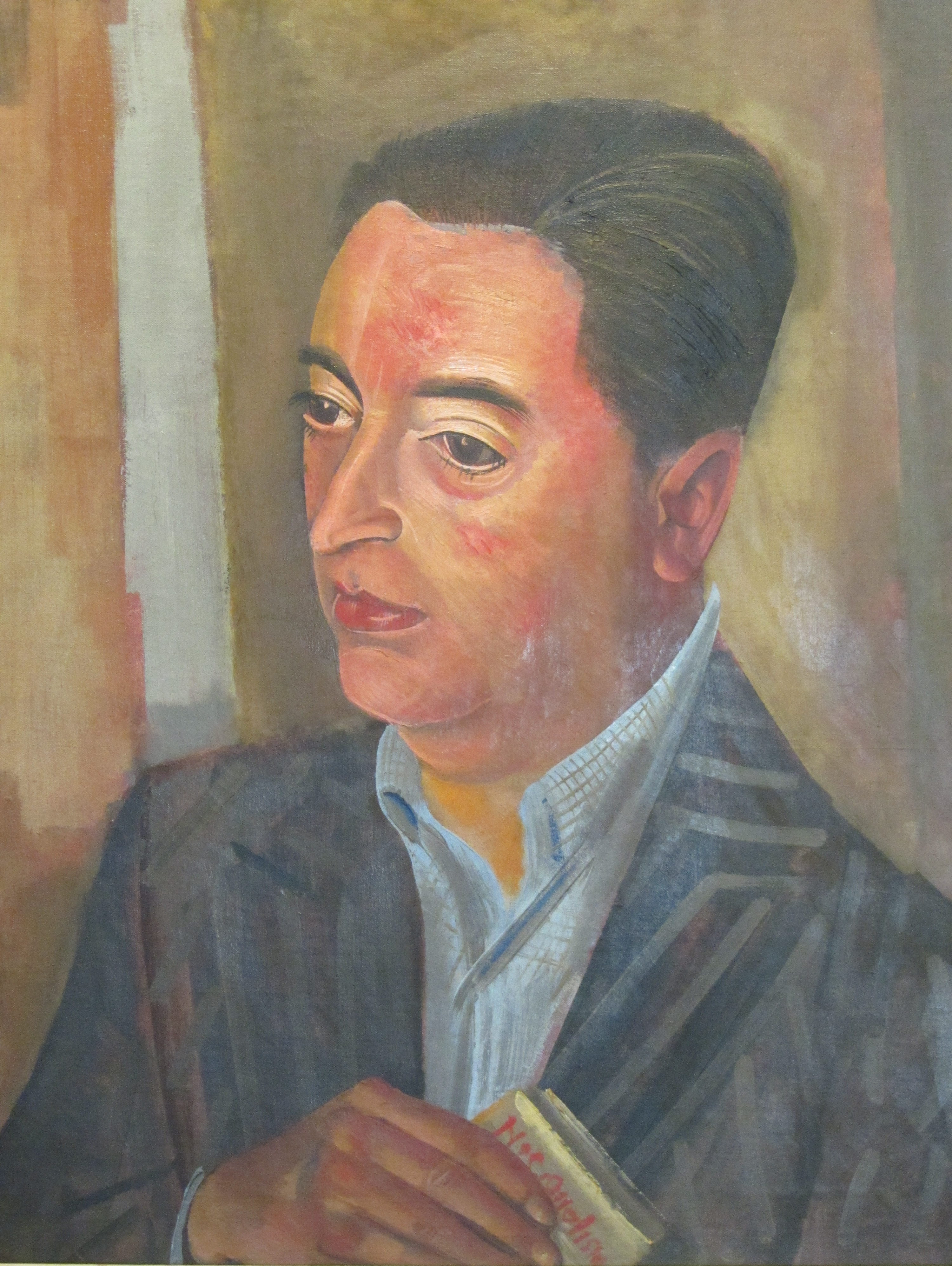
Edwards Bello retratado por el pintor ruso Borís Grigóriev.

Víctor Lorenzo Joaquín Edwards Bello (Valparaíso, 10 de mayo de 1887-Santiago, 19 de febrero de 1968), más conocido como Joaquín Edwards Bello, fue un escritor y cronista chileno. Sus obras —que lanzan una mirada aguda sobre las costumbres de las familias aristocráticas, a las que él pertenecía—, le hicieron merecedor de los galardones más destacados de su país: los premios nacionales de Literatura 1943 y de Periodismo 1959.

## Biografía

### Primeros años de vida
Proveniente de una rama influyente de la familia Edwards —hijo de Joaquín Edwards Garriga, cofundador del Banco Edwards y nieto de Joaquín Edwards Ossandón— y de Ana Luisa Bello Rozas, nieta de Andrés Bello. Joaquín Edwards Bello estudió en The Mackay School y en el Liceo Eduardo de la Barra de Valparaíso. Para completar su educación, teniendo en perspectiva una carrera diplomática, la familia decidió enviarlo a Europa en 1904. Sin embargo, Edwards no estuvo dispuesto a seguir una formación convencional como aquella a la que su familia lo empujaba.
Su vocación literaria se despertó ya en sus años escolares. Así, el 17 de marzo de 1901, junto con Alberto Díaz Rojas y Cayetano Cruz Coke sacaron el primer número de la revista La Juventud y al año siguiente, con Díaz Rojas y Guillermo Feliú Hurtado publicaron El Pololo, revista humorística que, según el propio Edwards Bello, "producía pánico".
En 1903 aparece en la revista Pluma y Lápiz la narración humorística «La zapatilla homicida», aparentemente el primer relato que publica.
Siete años más tarde comienza a colaborar con el diario La Mañana y también en 1910 se publica su primera novela, El inútil, "que lo marcó para siempre como rebelde y gran cuestionador de la realidad chilena". Las reacciones encontradas desatadas por su ópera prima lo hicieron emigrar a Brasil por un tiempo. 

### Matrimonio e hijos
Contrajo matrimonio en 1926 con la española Ángela Dupuy Ruiz, con quien tuvo dos hijos: Jesús Joaquín y Bernardo Santiago.

### Carrera literaria
Gran cronista, publica en El Mercurio y, desde 1918 y por un lapso de 40 años, en La Nación, diario donde, a partir de 1928, tiene su propia sección: Los lunes de Joaquín Edwards Bello. En sus artículos alterna diversos temas, con un lenguaje simple y directo, irónico y crítico. 
Tristán Tzara lo nombra presidente DADA en la Proclamación Universal de Presidentes en el Salón de los Independientes (París). 
En 1954 fue elegido miembro de la Academia Chilena de la Lengua, donde ocupó el sillón N° 11.
Víctima de una hemiplejía, que lo tuvo postrado en sus últimos años, se suicidó el 19 de febrero de 1968 con el revólver Colt Smith and Wesson que le regaló su padre antes de morir.
"Su producción literaria fue vastísima y muy variada, desde el naturalismo de sus primeras obras, pasando por la crítica impresionista de sus cuentos y crónicas, hasta sus aventuras vanguardistas en el París de entreguerras, entre ellas la publicación de Metamorfosis, libro de poemas de inspiración dadaísta y ultraísta, firmados con el seudónimo Jacques Edwards. Pero la constante en la obra de Edwards es su espíritu nacionalista, que se expresa en su publicación El nacionalismo continental de 1925, en la que explica la ascendencia e identidad común americana a partir de nuestra herencia hispana y la visión que despliega sobre diversos temas de su tiempo a través de sus crónicas, algunas de las cuales fueron recogidas en Mitópolis por Alfonso Calderón", se dice en Memoria Chilena.
Roberto Merino, editor de los tomos de Crónicas reunidas de Edwards Bello, ha escrito sobre el autor:  "Habría que decir que, más que maldito, fue un individuo incómodo e incomodante, un crítico permanente e impredecible de las costumbres nacionales, muchas veces caprichoso, motivado por traumas personales y convicciones arbitrarias, pero siempre dueño de un estilo veloz que a veces chispeaba como una fusta. 
El premio Joaquín Edwards Bello, que se instituyó con el objeto de distinguir a los valores literarios de la Región de Valparaíso, se otorgó aparentemente una sola vez, en 1978, cuando lo ganó en María Luisa Bombal.
Jorge Edwards publicó en 2005 El inútil de la familia, una vida novelada, y en gran medida ficticia, de su pariente Joaquín Edwards Bello.

## Ideas políticas

### Fascismo y nazismo
Aunque hay quienes lo sitúan mayormente inclinado a cierto "conservantismo individualista" (sic), Edwards fue parte de la generación que adhirió al fascismo en su época de pleno apogeo. 
Edwards simpatizó con el nacismo, siendo además, lector de la revista Acción Chilena, órgano difusor de este movimiento. El cronista sentía gran admiración por el Movimiento Nacional-Socialista de Chile y sus militantes. En marzo de 1936 dijo en una carta a Juan Antonio Salinas:

(...) el único partido que me agradaba era el nacista; desde luego, por consistir en un grupo de jóvenes honrados, no políticos ni tragadores de presupuestos (...) Todo lo bueno que promete dar el Frente Popular lo dará el nacismo, pero sin Moscow.
J. Edwards B.

Meses más tarde, en una carta al mismo destinatario escribió:

Sus enemigos quieren hacerles aparecer como apaleadores de rotos. Les provocan para eso. Cuando empiecen a caer los verdaderos enemigos de la patria, los anarquistas de arriba, los sanguijuelas y parásitos, yo, autor de El roto, dispararé codo con codo con ustedes. [los nacistas]
J. Edwards B.

Una corto manuscrito titulado Mi nazismo (1959) demuestra su aprobación del fascismo fuera de las fronteras nacionales:

(...) yo creí en la revolución fascista, como creyó aquí Bardina, y como creyeron en Europa numerosos escritores demócratas, entre otros Knut Hamsun.
J. Edwards B., Mi nazismo, Manuscrito de 1959

### Respaldo a la represión alessandrista en laMatanza de La Coruña
Edwards Bello en carta al diario la Nación respalda la acción del Ejército en el contexto de la Matanza de La Coruña y critica a aquellos que considera "ilusos predicadores" que incitaron a obreros al desorden. Argumenta que el gobierno en ese momento estaba trabajando hacia el bienestar y la renovación, y que la intervención militar era necesaria para mantener el orden en la siguiente carta.

“es lamentable de todo punto de vista que el Ejército se haya visto obligado a dar una lección práctica de artillería con sus propios hermanos (…) Nadie, nadie que tenga conciencia podrá reprobar la actitud del Ejército. Se trata de un intento subversivo que nada justificó, porque actualmente tenemos el gobierno más sensible al pueblo. Ha surgido (…) un Ministerio de Higiene y Previsión Social, único en el mundo, y que podría ser imitado en Italia (Mussolini), España (el general Primo de Rivera) e Inglaterra. Está empeñado nuestro gobierno en darnos Constitución nueva, que consulte las aspiraciones de la mayoría (…) En todos los aspectos de nuestra vida se nota el ascenso al bienestar, la marcha a una renovación benéfica, cuando un grupo de ilusos predicadores ha lanzado a algunos obreros del norte por los caminos del desorden por el desorden (…) Sea esta sangre anunciadora de una nueva era de autoridad. Un Gobierno eficiente en todo sentido, debe ser el árbitro de las dificultades de los obreros. En Rusia, en pleno régimen comunista, el Gobierno se reserva el derecho soberano de dirigir al pueblo. Las huelgas han desaparecido del antiguo imperio de los zares”

## Premios y distinciones
- Premio Atenea 1932 (Universidad de Concepción) por Valparaíso, la ciudad del viento
- Premio Marcial Martínez 1934 (Universidad de Chile) por Criollos en París
- Premio Nacional de Literatura 1943
- Premio Camilo Henríquez 1950 (Sociedad de Escritores de Chile) al mejor artículo del trimestre por Concepción, puerto de mar
- Premio Nacional de Periodismo 1959
- Hijo Ilustre de Valparaíso (1958)

## Obras
- El inútil, novela, Imprenta y Litografía Universo, Santiago, 1910
- Tres meses en Río de Janeiro, Imprenta La Ilustración, Santiago, 1911
- El monstruo: novela de costumbres chilenas, Imprenta y litografía La Ilustración, Santiago, 1912
- La tragedia del 'Titanic', Imprenta Barcelona, Santiago, 1912
- Cuentos de todos colores, Imprenta Barcelona, Santiago, 1912
- La cuna de Esmeraldo. Observaciones y orientaciones americanas. Preludio de una novela chilena, Librairie P. Rossier, París,, 1918
- El roto. Novela chilena: época 1906-1915, Editorial Chilena, Santiago, 1920
- La muerte de Vanderbilt,  Imprenta La Ilustración, Santiago, 1922
- Crónicas.Valparaíso-Madrid, Talleres La Nación, Santiago, 1924
- El nacionalismo continental, Imp. G. Hernández y Galo Sáez, Madrid, 1925 (ampliada con 2ª y 3ª partes, Ediciones Ercilla, Santiago, 1935)
- Tacna y Arica. Cap. Polonio, Ediciones Auriga, Madrid, 1926
- El chileno en Madrid, novela, Nascimento, Santiago, 1928
- Valparaíso, la ciudad del viento, novela, Nascimento, Santiago, 1931
- Criollos en París, Nascimento, Santiago, 1933
- El bombardeo de Valparaíso y su época, Ediciones Ercilla, Santiago, 1934
- Don Eleodoro Yáñez. 'La Nación' y otros ensayos, Ediciones Ercilla, Santiago, 1934
- Don Juan Lusitano. Ejercicios portugueses dedicados a los lectores de Eça de Queiroz con una carta del Dr. A. Ferreira d'Almeida, Nascimento, Santiago, 1934
- La chica del Crillón, novela, Ediciones Ercilla, Santiago, 1935
- En el viejo almendral. Valparaíso, la ciudad del viento, Editorial Orbe, Santiago, 1943
- Valparaíso. Fantasma, Nascimento, Santiago, 1955
- Crónicas, Zig-Zag, Santiago, 1964
- Recuerdos de un cuarto de siglo, Zig-Zag, Santiago, 1966
- Hotel Oddó, Zig-Zag, Santiago, 1966
- Nuevas crónicas, Zig-Zag, Santiago, 1966
- El subterráneo de los jesuitas y otros mitos Zig-Zag, Santiago, 1966
- La Quintrala, Portales y algo más, Universitaria, Santiago, 1969
- Memorias de Valparaíso, Zig-Zag, Santiago, 1969
- Mitópolis, Nascimento, Santiago, 1973
- Metamorfosis, Nascimento, Santiago, 1979
- Crónicas reunidas, Ediciones Universidad Diego Portales, Santiago, 2010: I (1921-1925) y II (1926-1930); 2011: III (1931-1933); 2012: IV (1934-1935)

## En la ficción
- En 2004, el novelista Jorge Edwards publicó El inútil de la familia, que gira en torno a la vida de Joaquín Edwards Bello, su tío abuelo; esta novela resultó finalista del Premio Cabeza Pan 2006.